# Bathysauropsis
Bathysauropsis är ett släkte av fiskar. Bathysauropsis är enda släktet i familjen Bathysauropsidae.
Arter enligt Catalogue of Life:
- Bathysauropsis gracilis
- Bathysauropsis malayanus

Enligt den referens som används av Fishbase ingår även Bathysauroides gigas i släktet och familjen men i samma referens listas den även i sitt eget släkte och sin egen familj.